# Bréry
Bréry és un municipi francès situat al departament del Jura i a la regió de Borgonya - Franc Comtat. L'any 2007 tenia 236 habitants.

## Demografia

### Població
El 2007 la població de fet de Bréry era de 236 persones. Hi havia 90 famílies de les quals 20 eren unipersonals (12 homes vivint sols i 8 dones vivint soles), 33 parelles sense fills i 37 parelles amb fills.
La població ha evolucionat segons el següent gràfic:
Habitants censats

### Habitatges
El 2007 hi havia 121 habitatges, 94 eren l'habitatge principal de la família, 21 eren segones residències i 5 estaven desocupats. 116 eren cases i 5 eren apartaments. Dels 94 habitatges principals, 82 estaven ocupats pels seus propietaris, 8 estaven llogats i ocupats pels llogaters i 4 estaven cedits a títol gratuït; 2 tenien dues cambres, 20 en tenien tres, 23 en tenien quatre i 50 en tenien cinc o més. 74 habitatges disposaven pel capbaix d'una plaça de pàrquing. A 46 habitatges hi havia un automòbil i a 43 n'hi havia dos o més.

### Piràmide de població
La piràmide de població per edats i sexe el 2009 era:
| Homes | Edats   | Dones |
| ----- | ------- | ----- |
| 0     | 95 o +  | 0     |
| 0     | 90 a 94 | 0     |
| 0     | 85 a 89 | 0     |
| 8     | 80 a 84 | 0     |
| 4     | 75 a 79 | 12    |
| 0     | 70 a 74 | 0     |
| 8     | 65 a 69 | 0     |
| 8     | 60 a 64 | 8     |
| 0     | 55 a 59 | 8     |
| 16    | 50 a 54 | 8     |
| 8     | 45 a 49 | 8     |
| 0     | 40 a 44 | 4     |
| 8     | 35 a 39 | 4     |
| 4     | 30 a 34 | 4     |
| 0     | 25 a 29 | 4     |
| 0     | 20 a 24 | 0     |
| 4     | 15 a 19 | 4     |
| 4     | 10 a 14 | 4     |
| 0     | 5 a 9   | 0     |
| 4     | 0 a 4   | 4     |

## Economia
El 2007 la població en edat de treballar era de 144 persones, 107 eren actives i 37 eren inactives. De les 107 persones actives 101 estaven ocupades (54 homes i 47 dones) i 6 estaven aturades (2 homes i 4 dones). De les 37 persones inactives 12 estaven jubilades, 13 estaven estudiant i 12 estaven classificades com a «altres inactius».

### Ingressos
El 2009 a Bréry hi havia 88 unitats fiscals que integraven 233 persones, la mediana anual d'ingressos fiscals per persona era de 15.566 €.

### Activitats econòmiques
Dels 3 establiments que hi havia el 2007, 1 era d'una empresa alimentària i 2 d'empreses de serveis.
L'any 2000 a Bréry hi havia 14 explotacions agrícoles que ocupaven un total de 255 hectàrees.

## Equipaments sanitaris i escolars
El 2009 hi havia una escola elemental integrada dins d'un grup escolar amb les comunes properes formant una escola dispersa.

## Poblacions més properes
El següent diagrama mostra les poblacions més properes.